# Gamergus croesus
Gamergus croesus – rodzaj pluskwiaków z rodziny Tropiduchidae i podrodziny Elicinae.
Gatunek ten opisany został w 1967 roku przez Rolanda Fennaha na podstawie okazów odłowionych w górach Karreedouw.
Pluskwiak o jasnożółtawobrązowym ciele z ciemnobrunatoszarymi elementami czoła, cieminia, nadustka, przedplecza i śródplecza. Tegminy przejrzyste z kasztanowymi przepaską i niektórymi żyłkami, dłuższe niż szersze, najszersze w ⅔ długości. Skrzydeł drugiej pary brak. Przydatki genitalne samca dystalnie odgięte, na grzbietowym brzegu gwałtownie wykrojone, o bokach prawie równoległych. Edeagus rurkowaty, U-kształtny. Boczne brzegi pygoforu wyciągniete doogonowo w zaokrąglone płatki.
Gatunek znany tylko z RPA (Prowincja Przylądkowa Wschodnia).